# Еврейский погром
Евре́йский погро́м — массовая насильственная акция (погром), совершавшаяся частью общества по отношению к евреям как национальному и религиозному меньшинству.
Еврейские погромы являются одним из проявлений антисемитизма — идеологии враждебного отношения к евреям. Еврейские погромы в различное время прокатились по многим государствам и странам, в которых жили евреи. В частности, в Средние века крупные погромы происходили в Испании, Англии, Германии, Франции, Чехии, Швейцарии и ряде других государств и стран. В новой истории, в XIX — начале XX веков, распространение еврейские погромы получили, как пишет Краткая еврейская энциклопедия, в России; в связи с этими преступлениями в Российской империи — русское слово «погром» (pogrom) вошло в большинство европейских языков.

## До XIX века
Первый упоминаемый в истории еврейский погром произошёл в 38 году в Александрии. Гранадский погром 1066 года спровоцировал массовое переселение евреев из Аль-Андалуса в христианские земли.
Крупные погромы в Европе
| Название                                                    | Место             | Дата        | Последствия                                                                            |
| Еврейские погромы во время Первого крестового похода (1096) | Рейнская долина   | 1096        | Около 12,000 убитых.                                                                   |
|                                                             | Испания и Франция | 1320        | Уничтожены 120 общин во Франции и Испании                                              |
| Еврейские погромы во время чумы                             | Франция, Германия | 1348 — 1351 | Всего уничтожено около 50 крупных и 150 мелких общин                                   |
|                                                             | Испания           | 1391        | Убито около 4000 человек                                                               |
| Массовое уничтожение евреев в ходе восстания Хмельницкого   | Польша            | 1648        | Убито более 100000 евреев, сожжены и разрушены треть еврейских общин Польши и Украины. |
| Хеп-хеп                                                     | Германия          | 1819        |                                                                                        |

В Англии с сентября 1189 по март 1190 года по стране прокатилась волна антиеврейских погромов, связанная с коронацией Ричарда I. 4 июня 1391 года в Севилье начался антиеврейский погром. Было убито около 4000 человек, множество евреев приняли насильственное крещение. Погромы над евреями перекинулись на другие города Кастилии и Арагона. Часть испанских евреев переселилась в Португалию, Алжир и Марокко.

## В Российской империи
Множество евреев оказалось на территории Российской империи в результате раздела Речи Посполитой. В областях массового проживания еврейского населения была создана черта оседлости, за пределами которой евреям селиться запрещалось. На этой территории с 1821 и по 1921 годы прокатились погромы.

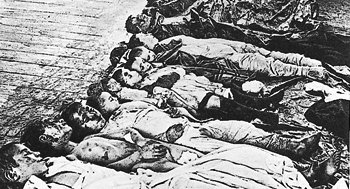
Жертвы погрома в Екатеринославе 1905 года. На фото убитые еврейские дети.

Обычно выделяют четыре волны погромов: погромы 1821—1871 годов, 1881—1884 годов (после смерти Александра II), во время революции 1905—1907 годов и во время Гражданской войны в России.
Первые погромы в Одессе (1821, 1859, 1871) и Аккермане (1862) проводили местные греки в основном на почве торговой конкуренции и слухов о причастности евреев к убийству в Константинополе греческого православного патриарха Григория.
После убийства Александра II народовольцами 1 (13) марта 1881 года по южной части Российской империи прокатилась крупная волна погромов, которая продолжилась также в 1890-х годах.
6—7 апреля 1903 года произошёл крупный погром в Кишинёве. 43 человека были убиты, 39 из которых были евреями, 586 были ранены, были разрушены более 1500 домов (более трети от всех домовладений Кишинёва).
В период русской революции 1905—1907 годов в России вновь прошла массовая волна погромов, крупнейшими из которых были погромы в Одессе и Ростове-на-Дону. В октябре 1905 года произошло до 690 погромов в 102 населённых пунктах. Жертвы были разной этнической принадлежности, но большинство — евреи. Во время октябрьских погромов 1905 г. было убито более 800 евреев (не считая умерших вскоре от последствий погромов); материальный ущерб оценивался более чем в 70 млн рублей. В Одессе погибло свыше 400 евреев, в Ростове — свыше 150, десятки погибли в других городах. Ряд погромов прошёл также в 1906 году, к 1907 году погромы прекратились.
Наиболее массовые погромы в российской истории происходили во время Гражданской войны в России. Погромы в этот период совершались украинскими националистами, формированиями «зелёных», белогвардейцами и частями Красной армии. По разным данным за этот период произошло от 887 до более 1500 погромов. От 50 до 200 тысяч евреев погибли. Около 200 тысяч было ранено и искалечено. Тысячи женщин были изнасилованы. Около 50 тысяч женщин стали вдовами, около 300 тысяч детей остались сиротами.

## В арабских и мусульманских странах
До XIX века погромы произошли в Марокко — в 1790—1792 годах. После Дамасского дела 1840 года волна погромов прокатилась по всему Ближнему Востоку и Северной Африке: Халеб (тж. Алеппо — Сирия) (1850, 1875), Дамаск (1840, 1848, 1890), Бейрут (1862, 1874), Дейр-эль-Камар (1847), Иерусалим (1847), Каир (1844, 1890, 1901-02), Эль-Мансура (Египет) (1877), Александрия (Египет) (1870, 1882, 1901-07), Порт-Саид (Египет) (1903, 1908), Даманхур (Египет) (1871, 1873, 1877, 1891), Стамбул (1870, 1874), Бююкдере (Турция) (1864), Кузгунджук (Турция) (1866), Эюп (1868), Эдирне (также Адрианополь — Турция) (1872), Измир (Турция) (1872, 1874) — это лишь наиболее известные случаи погромов; кроме этого, в 1805 году и второй половине XIX века — в Алжире (они усилились во время дела Дрейфуса, которое вызвало также антисемитские беспорядки во Франции, принимавшие иногда форму погромов).
В XX веке погромы происходили в ряде мусульманских стран:
- в Марокко — в 1907 году в Касабланке, в 1912 году в Фесе, а также в 1942, 1948 и 1967 годах;
- в Египте — в 1945 и 1952 годах;
- в Ливии — в 1941, 1945, 1948 и 1967 годах;
- в Тунисе — в 1917, 1932, 1955 и 1967 годах.
- в Сирии — в 1947 году.
- в Южном Йемене (тогда протекторат Аден) — в 1947 году.

В 1934 году нацистами был инспирирован погром в алжирском городе Константине. В ходе погрома 25 евреев погибло, и многие были ранены.
В июне 1941 года в Ираке в обстановке вакуума власти (противоборства между пробританскими и пронацистскими силами) произошёл жестокий погром, известный под названием Фархуд («экспроприация»). Он продолжался несколько дней и сопровождался массовыми убийствами, изнасилованиями и грабежами. 170 человек было убито, несколько сотен ранено.
Новая серия погромов прокатилась в 1945 году (Каирский погром, погром в Триполи и ряд других). Признание Израиля в 1947 г. спровоцировало новую волну погромов (Алеппский погром, Аденский погром и др.). Результатом стал массовый исход евреев из исламских стран, приведший к полному исчезновению еврейских общин в ряде стран Северной Африки и Ближнего Востока.

## В Европе
В 1806 году, во время русско-турецкой войны, евреев избивали румыны и турецкие солдаты.
В августе 1819 года, начавшись в Вартбурге, погромы охватили всю Германию и перекинулись в Данию, Чехию, Австрию, Польшу, за исключением прусского королевства. Погромы ограничивались грабежами и разрушением синагог: крови было пролито мало. За волной погромов последовала волна эмиграций евреев в США и Францию. После антиеврейские волнения вновь вспыхивали в Германии в 1830, 1834, 1844 и 1848 годах.
Восстание греков против Османской империи в 1821 году сопровождалось в Греции и Румынии массовыми погромами. Во второй половине XIX — начале XX веков погромы в Румынии значительно участились. В 1882 году в связи с кровавым наветом прокатилась волна погромов в Венгрии. В 1918 году польские войска учинили погром во Львове, в 1919 году — в Вильно. Падение Венгерской советской республики сопровождалось многочисленными погромами. В 1927 году произошли погромы в Трансильвании.
В период с 1933 по 1945 годы на территориях, подконтрольных нацистам и их союзникам, преследования и погромы носили массовый характер. В ходе Холокоста было уничтожено около 6 млн евреев Европы.
Так, в первые дни Великой Отечественной войны на территории Западной Украины и Литвы прошли еврейские погромы, жертвами которых стало, по разным оценкам, от 12 до 28 тысяч человек.
В Польше с 1944 года выжившие в Холокосте евреи вновь подверглись гонениям. Крупнейшей из антисемитских акций был погром в Кельце 4 июля 1946 года, в ходе которого было убито 47 евреев и ранено около 50. Погром в Кельце вызвал массовую миграцию евреев из Польши.
В 1947 году после убийства еврейской военной организацией Иргун двух британских сержантов в Палестине, произошли еврейские погромы в Великобритании.

## В Америке
В Нью-Йорке в 1960-80-х годах имели место нападения радикальных элементов негритянского населения на евреев; в августе 1991 года негритянские волнения в нью-йоркском районе Краун-Хайтс приняли форму погрома.